# 開心樂園
《開心樂園》，是於1985年上映的香港電影，新藝城影業公司出品。本片由麥當傑執導，黃百鳴監製；黃百鳴、開心少女組、鄭浩南、鄧寄塵主演。

## 劇情簡介
性情古板的童軍長教練（杜麗莎飾）帶領六名童軍到海外集訓。在機上，她誤會同機乘客化妝品推銷員大砲王（黃百鳴飾）為一色情狂。突然，飛機遇上氣流，發生故障，流落荒島。登岸後，眾人發現無人居住，祇好靠自己的力量來生存，產生連串笑話。島上居住了一名退役軍人鄧伯（鄧寄塵飾）及猩猩「靚仔」。他們結成好友，鄧伯更教導他們很多求生方法及如何快樂地在島上生活。一日，其中一名童軍無意中發現島上種有大麻。後來更遇上被販毒集團遺棄在島上看守大麻的青年David（鄭浩南飾），徘徊死亡邊緣，便將他救回營中。他道出販毒集團的陰謀。眾人計劃在下次毒販到島上採大麻時，將他們捉拿。他們利用天然材料，製成武器，設下陷阱。在毒販登岸的一刻，紛紛跌下陷阱。此時跟蹤毒販多時的警方也到達，將毒販一網成擒，同時協助其他人離開荒島回到文明社會裹，但鄧伯與「靚仔」會否離開他們的開心樂園呢？

## 人物角色
| 角色名稱 | 演員   | 備註                             |
| -------- | ------ | -------------------------------- |
| 大砲王   | 黃百鳴 | 原名王初一 產品推銷員            |
| 教練     | 杜麗莎 | 女童軍教練 空手道黑帶兼柔道冠軍  |
| 金手指   | 柏安妮 | 洋名Ann 女童軍隊長               |
| 白痴珠   | 羅明珠 | 口頭禪是「邏輯上」               |
| 冇膽珍   | 李麗珍 | 性格膽小                         |
| 蠢珠玲   | 陳加玲 | 貪吃貪睡 視力差                  |
| May      | 羅美薇 | 與Fanny仔十分要好                |
| Fanny仔  | 袁潔瑩 | 與May十分要好 對武術有研究       |
| 鄧登德   | 鄧寄塵 |                                  |
| David    | 鄭浩南 | 看守大麻田的青年（實為警方臥底） |
| 賊人     | 施明   |                                  |
| 賊人     | 李家鼎 |                                  |
| 賊人     | 趙志凌 |                                  |

## 主題曲及插曲
- 〈开心乐园〉主唱：开心少女组
- 〈步操曲〉主唱：开心少女组
- 〈古怪乐队〉主唱：开心少女组

## 外部連結
- 香港影庫上《開心樂園》的資料（繁體中文）
- 開眼電影網上《開心樂園》的資料（繁體中文）
- 豆瓣电影上《開心樂園》的資料 （简体中文）
- 时光网上《開心樂園》的資料（简体中文）
- 爛番茄上《開心樂園》的資料（英文）
- AllMovie上《開心樂園》的资料（英文）
- 互联网电影数据库（IMDb）上《開心樂園》的资料（英文）